# فكتورية أمازونية
فِكتورية أمازونية نوع من النباتات المزهرة من جنس فكتورية في الفصيلة النيلوفرية. مهدها أمريكة الجنوبية الاستوائية وتحديداً غِيانَة وحوض الأمازون.